# Canva

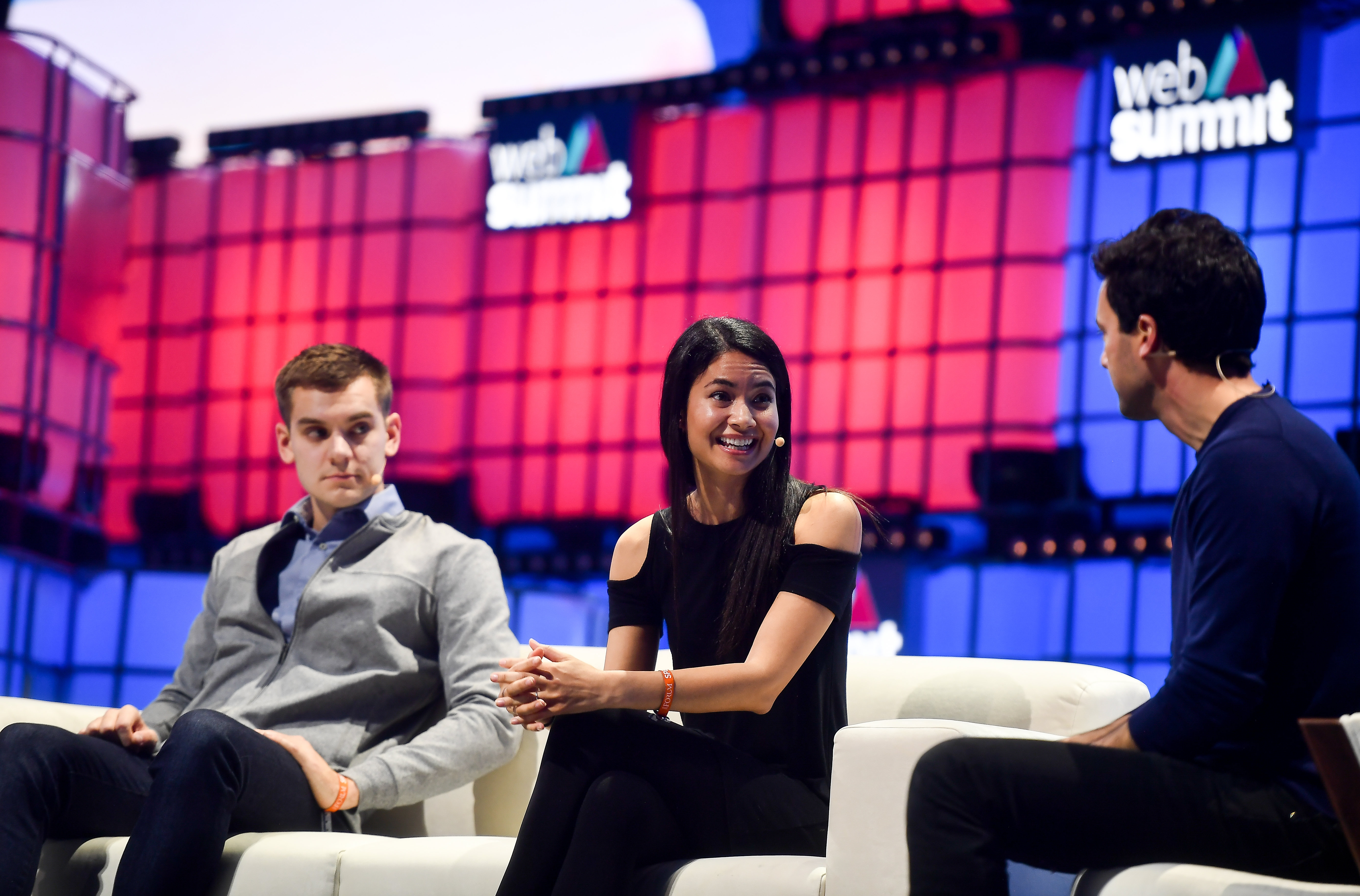
Fundadora en conferència "Web Summit".

Canva és un programari i lloc web d'eines de disseny gràfic simplificat, fundat el 2012. Utilitza un format d'arrossegar i deixar anar i proporciona accés a més de 60 milions de fotografies i 5 milions de vectors, gràfics i fonts. És utilitzat de la mateixa manera per 'amateurs', com per professionals del sector. Les seves eines es poden utilitzar tant per al disseny web com per als mitjans d'impressió i gràfics.
La companyia fou fundada l'1 de gener de 2012 a Sydney, Austràlia per Melanie Perkins, qui anteriorment havia fundat Fusion Books, l'editorial més gran d'Austràlia. Canva es llança al costat de la companyia, brindant eines simplificades per elaborar anuncis, dissenys i cartells amb vectors. Inicialment estava disponible només en la versió web, sent un any després, llançada per Android. El 2015, es va llançar Canva for Work, que brinda a les empreses una eina per crear materials de màrqueting.
Canva funciona a base de vectors, imatges i text. Els projectes realitzats es poden guardar per continuar editant-se contínuament sense perdre moviments. El lloc web ofereix un catàleg de més de 15 milions de plantilles personalizables per editar i crear projectes propis. Les plantilles compten amb imatges, estils i disseny de text propi, i la grandària correspon a la plataforma social i l'ús (bàners, posts, històries, web). Aquestes es poden utilitzar modificant els elements preestablerts per poder dissenyar una imatge.

## Plantilles
La plantilles de Canva són elaborades pels mateixos editors de la comunitat i usuaris d'empreses que participen en la plataforma. Canva compta amb més de 5 milions de plantilles gratuïtes, comptant amb algunes de pagament per al manteniment de la plataforma.

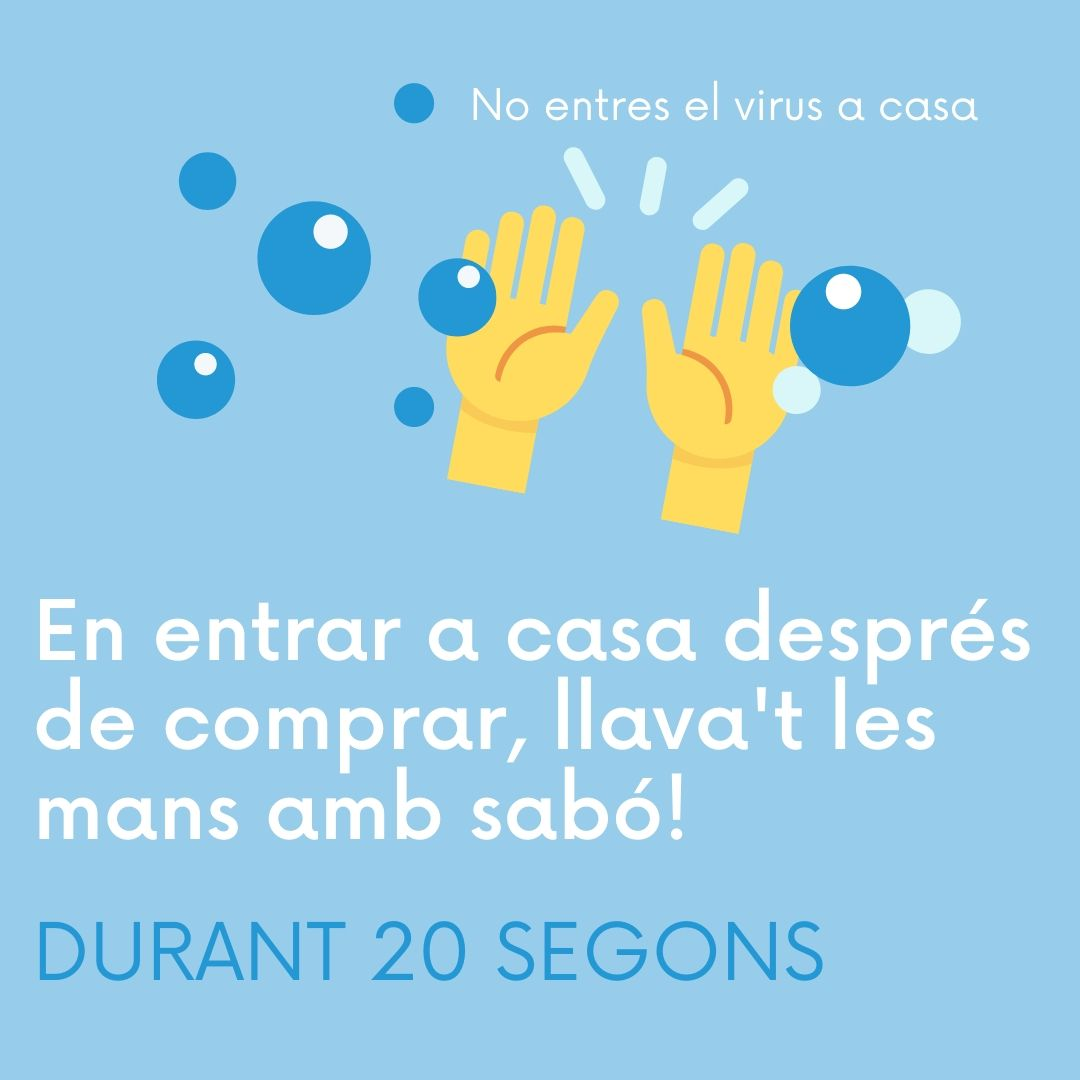
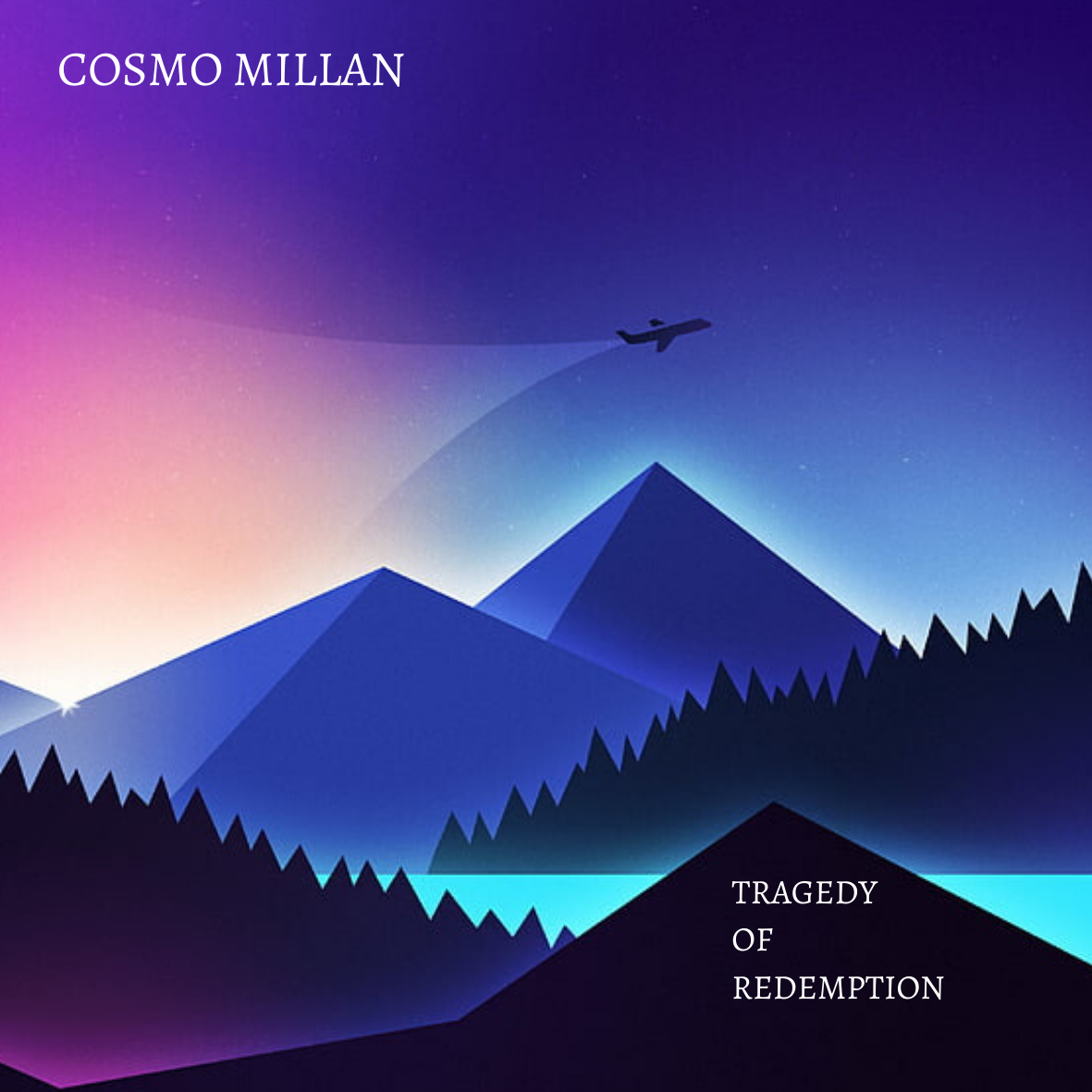
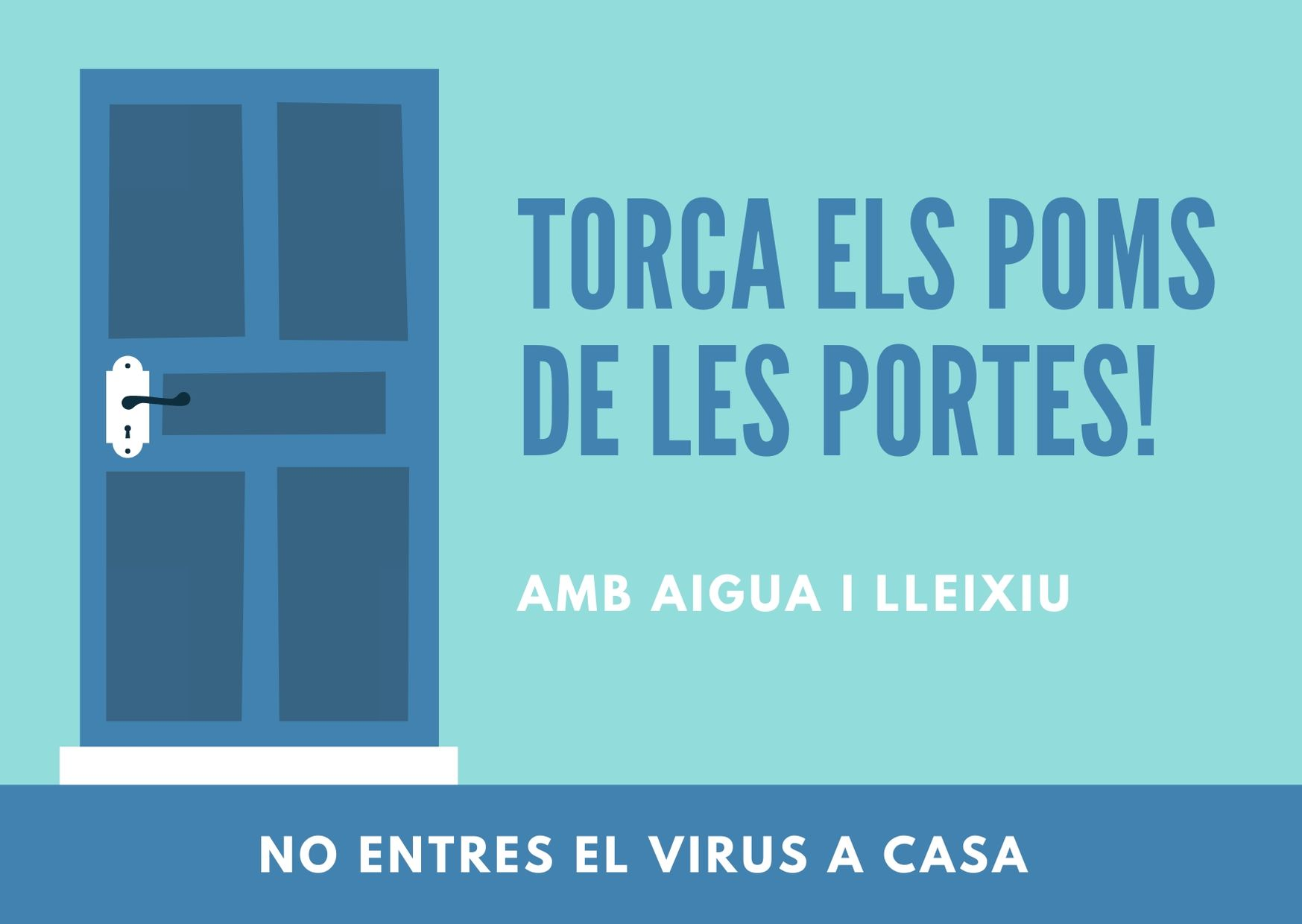
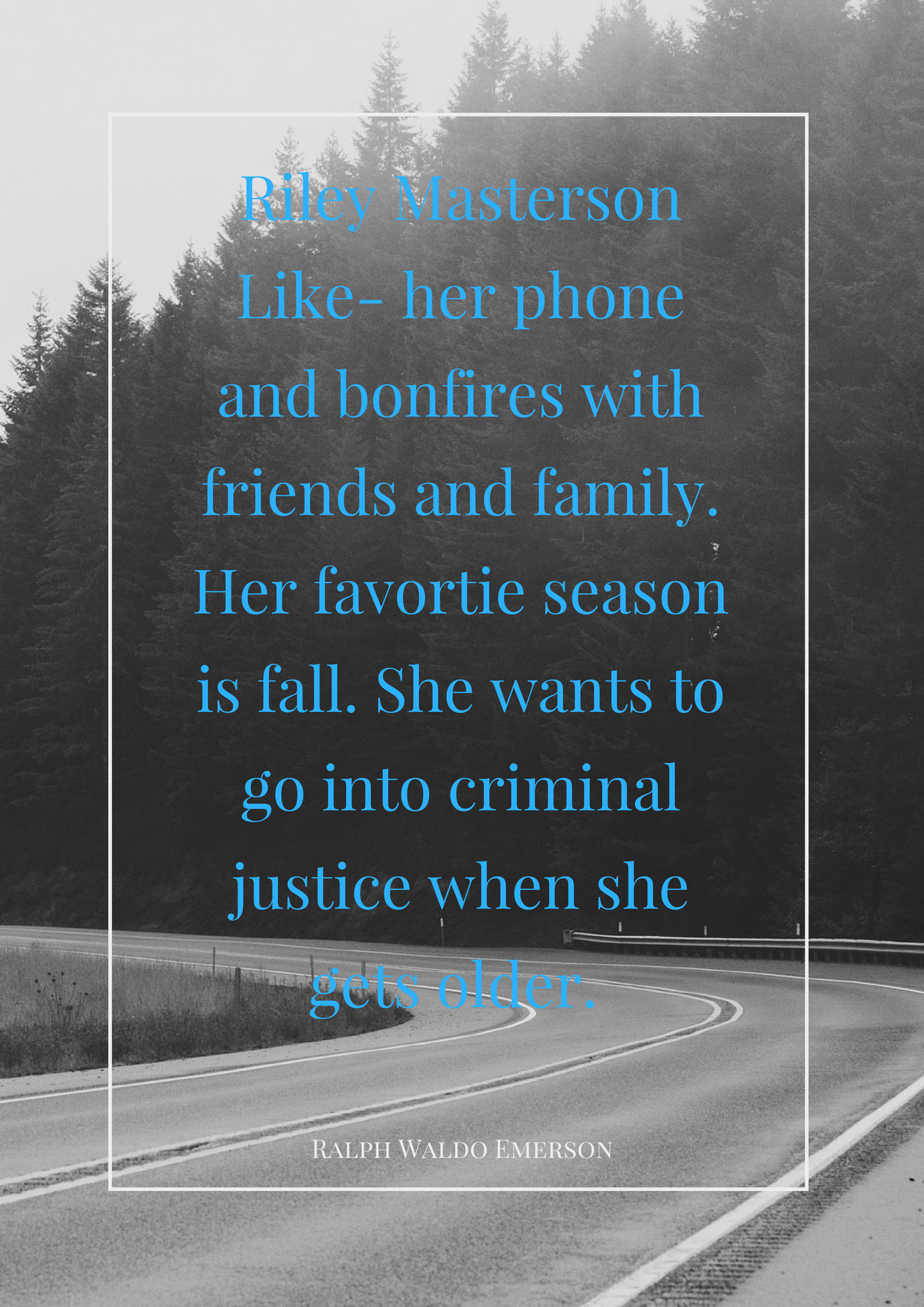

Exemples de plantilles en Canva